# Grandhotel Pupp
Le Grandhotel Pupp est un hôtel de Karlovy Vary, en République tchèque. Ouvert en 1701 sous un autre nom, cet établissement 5 étoiles compte aujourd'hui 228 chambres. Il accueille chaque année le festival international du film de Karlovy Vary.

## Histoire
Une scène du film Casino Royale (2006) y est tournée.